# Sam Gopal's Dream
Sam Gopal's Dream, puis Sam Gopal tout court, est un groupe underground de rock psychédélique britannique, originaire de Londres, en Angleterre.

## Biographie
Le groupe est plus connu aujourd'hui pour avoir eu Lemmy Kilmister comme chanteur-guitariste, qui deviendra plus tard le bassiste de Hawkwind et surtout, à partir de 1975, le créateur, chanteur et bassiste de Motörhead.
Le nom du groupe vient simplement de celui de son fondateur, Sam Gopal, né en Malaisie et joueur de tabla depuis l'âge de 7 ans, une percussion originaire du nord de l'Inde, qui prend ici la place de la batterie.
Leur unique album, Escalator, est enregistré en 1969.